# تیاگو اسکورتزا
تیاگو اسکورتزا (انگلیسی: Tiago Escorza؛ زادهٔ ۲۵ اوت ۱۹۹۷) بازیکن فوتبال است.